# Ilegal (canción)
«Ilegal» es una canción de No Te Va Gustar del álbum Todo es tan inflamable, compuesta por Emiliano Brancciari. La canción trata sobre el aborto; sobre todo en Uruguay, donde la gente que no tiene dinero, corre mucho peligro de morir al hacerse un aborto. Además, el grupo no está a favor del aborto ni en contra, el tema es que sea legal y que sea igual para todo el mundo.